# Timoféievka (Kursk)
|  | Per a altres significats, vegeu «Timoféievka». |

Timoféievka (en rus: Тимофеевка) és un poble de l'óblast de Kursk, a Rússia, que en el cens del 2010 tenia 10 habitants. Pertany al districte rural de Gorxétxnoie.